# Eradikal Insane
Eradikal Insane je francouzská death metalová hudební skupina z Marseille založená roku 2004. K březnu 2017 ji tvoří kytaristé a zakladatelé Nicolas a Florian Escoffierové, zpěvák Cyril “J.Trom” Van Zandijcke, bubeník s pseudonymem R a baskytarista Ben.
Debutní studiové album vyšlo roku 2015 a nese název Mithra.

## Diskografie

### Dema
- Liberated from Society (2006)
- Deathcore United (2008)
- Born From Punishment (2009)

### Studiová alba
- Mithra (2015)

### EP
- The Dementia Process (2011)